# Abu Dhabi Investment Council
La Abu Dhabi Investment Council (The Council) è una emanazione del governo di Abu Dhabi per gli investimenti. Ha iniziato le operazioni nell'aprile 2007 ed è responsabile per l'investimento di parte delle risorse finanziarie in surplus del governo attraverso strategie d'investimento diversificate nel mondo.